# Парламентские выборы во Вьетнаме (2016)
Парламентские выборы во Вьетнаме проходили 22 мая 2016 года. На них избирались члены Национального собрания, которые назначают премьер-министра, и депутаты Народных советов всех уровней.
Во Вьетнаме существует однопартийная система. Руководящая Коммунистическая партия Вьетнама является единственной разрешённой политической партией, которая может участвовать в выборах. Вместе с тем, выборы являются альтернативными; в них может участвовать больше одного кандидата.

## Избирательная система
Члены Национального собрания избираются по 184 многомандатным округам в два тура. В первом туре кандидат должен набрать абсолютное количество голосов, во втором туре достаточно набрать простое большинство. Всего избирается 500 депутатов.

## Предвыборная кампания
870 кандидатов были одобрены для участия в выборах, включая 97 беспартийных и 11 самовыдвиженцев.

## Результаты выборов
| Партия                                                            | Голосов | %     | Мест |
| ----------------------------------------------------------------- | ------- | ----- | ---- |
| Коммунистическая партия                                           |         | 95,75 | 473  |
| Независимые                                                       |         | 4,25  | 21   |
| Недействительных бюллетеней                                       |         | -     | -    |
| Всего                                                             |         | 100   | 494  |
| Источник: IPU Архивная копия от 1 декабря 2016 на Wayback Machine |         |       |      |